# Moszkva (folyami személyhajó)
Az R–51 és R–51E tervszámú, Moszkva típusú hajó a Moszkvai Hajóépítő és Hajójavító Üzemben 1969-től az 1980-as évek végéig gyártott folyami motoros személyhajó, melyet kirándulóhajóként és vízibuszként is használnak. Legfeljebb 300 utast szállíthat. A típusból Magyarországon több mint húsz példány üzemel.

## Története
A Szovjetunió Folyamhajózási Minisztériumának Központi Tervezőirodájában fejlesztették 1965-től. Az első példány 1969-ben készült el. A Szovjetunióban az egyik legelterjedtebb kirándulóhajó-típus volt, több mint 400 darabot építettek belőle. A Szovjetunión kívül több példányát állították üzembe az egykori szocialista országokban, így Magyarországon is, de néhány példánya nyugat-európai országokba is került. Magyarországon az 1970-es évek második felében jelent meg a Dunán a Mahartnál. A Szovjetunióban a hajók a Moszkva nevet és egy sorozatszámot viseltek (pl. Moszkva–1). Az 1990-es évek elejétől több hajó külön, egyedi nevet kapott. A moszkvai hajógyár mellett az ott készült részegységek alapján más szovjet hajógyárakban (pl. Rosztovban, Novoszibirszkben és Ulan-Udében) is folyt az összeszerelése.

## Magyarországi alkalmazása

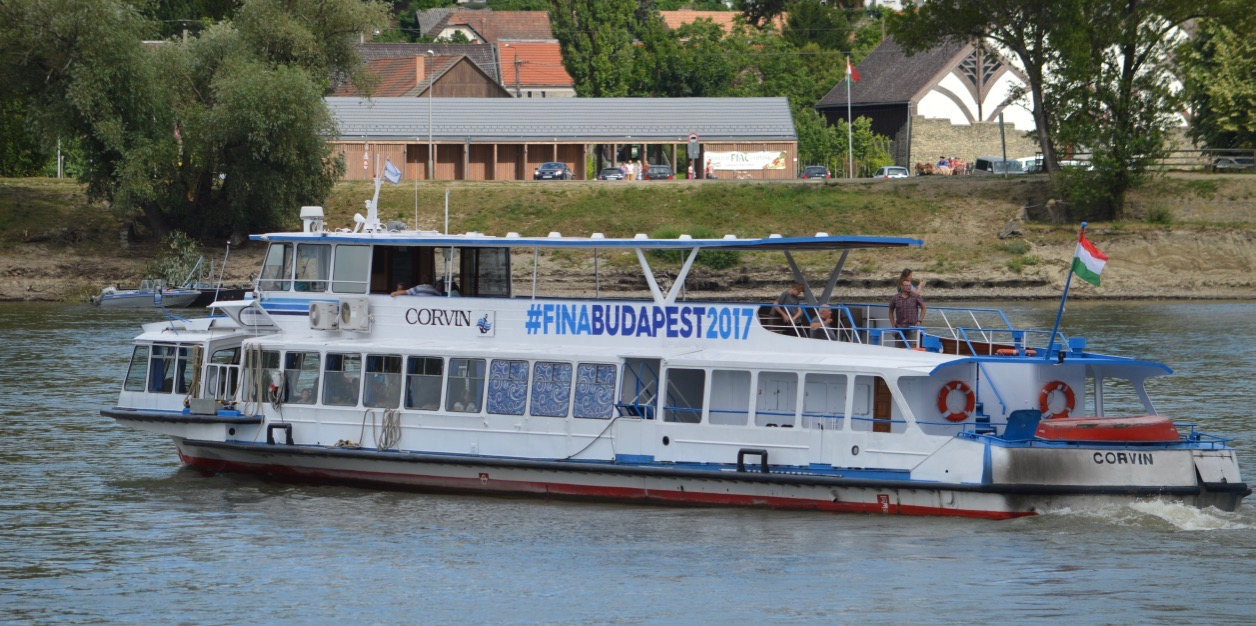
A Corvin Nagymarosnál 2017-ben

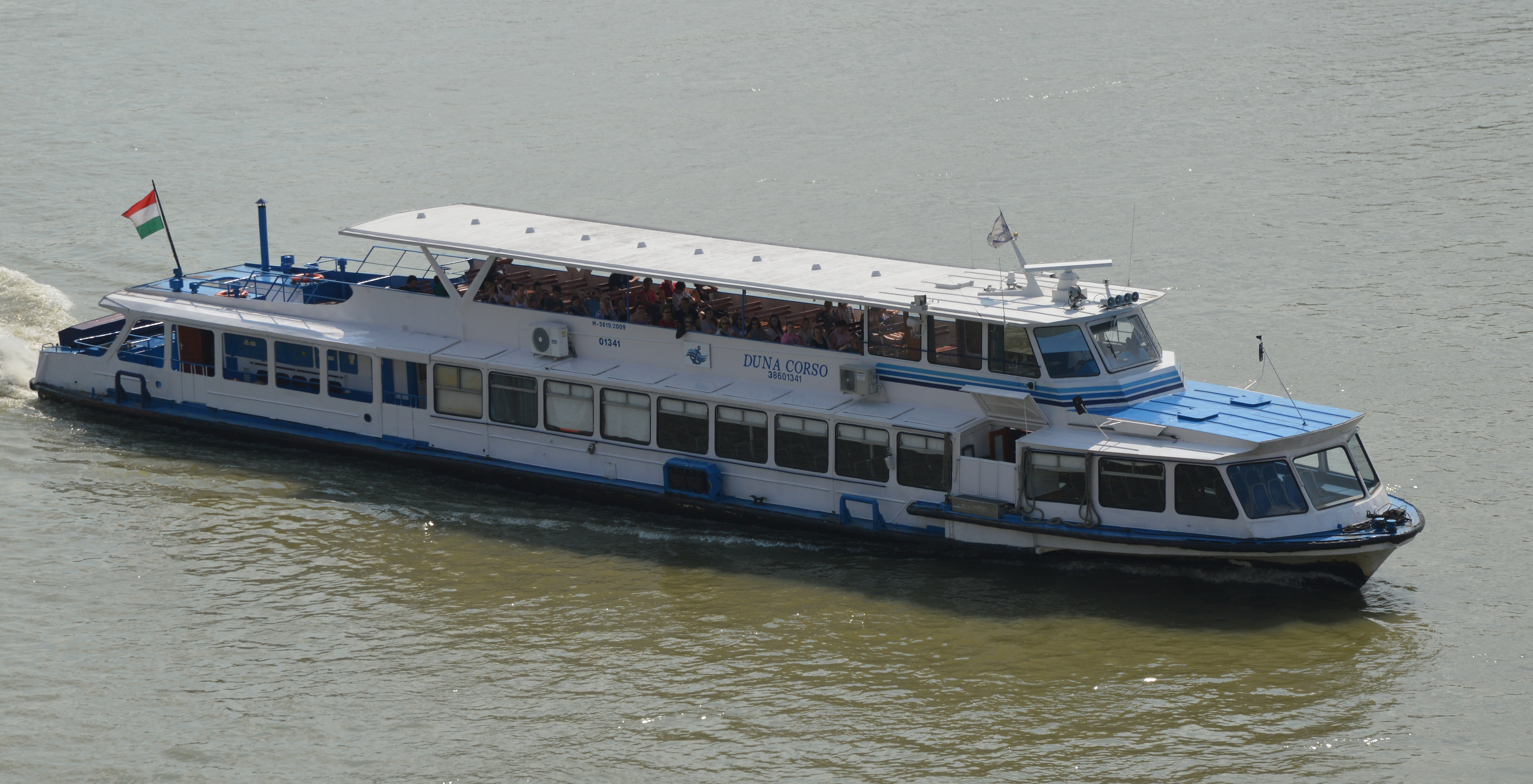
A Duna Corso Budapesten 2014-ben

A hajótípus az 1970-es évek második felében jelent meg Magyarországon. A Mahart 1976-ban vásárolta az első példányt, majd az 1982-ig összesen kilenc darabot szerzett be. 1980-ban további egy darab érkezett Magyarországra az Országos Vízügyi Főigazgatósághoz. A Szovjetunió felbomlása után, az 1990-es évek elejétől további használt példányok kerültek Magyarországra kisebb hajózási cégekhez. Összesen 23 darabot állítottak üzembe Magyarországon, ezek napjainkban is aktívak. Azóta többnyire a Dunán közlekednek. Néhány példány korábban a Tiszán is előfordult. A felújítások során számos hajót kisebb-nagyobb mértékben átalakítottak. (Például az eredeti főgépcsoport és a hajtáslánc cseréje mellett zárttá alakították a felépítmény második szintjét.). A típus külső megjelenése már kevésbé mutat egységes képet.
A Magyarországon üzembe állított példányok a gyártásuk idejének sorrendjében. (Zárójelben gyártás éve.):
- Aquincum (1975)
- Corvin (1976)
- Legenda (1976)
- Nagymaros (1976)
- Visegrád (1977)
- Duna Corso (1978)
- Millenium II (1978)
- Bogdány (1978)
- Rapszódia (1978)
- Gönyü (1979)
- Sailor (1979)
- Sződliget (1979)
- Mathias Rex (1979)
- Hullám (1980)
- Ister (1980)
- Monarchia (1980)
- Dömös (1980)
- Ister-Granum (1981)
- Esztergom (1981)
- Győr (1982)
- Mirage (1988)
- Szent László (1988)
- Millenium I (1990)